# Cantón de Bouilly
El cantón de Bouilly era una división administrativa francesa, que estaba situada en el departamento de Aube y la región de Champaña-Ardenas.

## Composición
El cantón estaba formado por veintiocho comunas:
- Assenay
- Bouilly
- Buchères
- Cormost
- Crésantignes
- Fays-la-Chapelle
- Isle-Aumont
- Javernant
- Jeugny
- La Vendue-Mignot
- Les Bordes-Aumont
- Lirey
- Longeville-sur-Mogne
- Machy
- Maupas
- Montceaux-lès-Vaudes
- Moussey
- Roncenay
- Saint-Jean-de-Bonneval
- Saint-Léger-près-Troyes
- Saint-Pouange
- Saint-Thibault
- Sommeval
- Souligny
- Villemereuil
- Villery
- Villy-le-Bois
- Villy-le-Maréchal

## Supresión del cantón de Bouilly
En aplicación del Decreto nº 2014-216 de 21 de febrero de 2014, el cantón de Bouilly fue suprimido el 22 de marzo de 2015 y sus 28 comunas pasaron a formar parte; veintitrés del nuevo cantón de Les Riceys y cinco del nuevo cantón de Vendeuvre-sur-Barse.